# Bodas Karangjati
Bodas Karangjati is een bestuurslaag in het regentschap Purbalingga van de provincie Midden-Java, Indonesië. Bodas Karangjati telt 3322 inwoners (volkstelling 2010).